# Kiszaka Kikuzó
Kiszaka Kikuzó japán válogatott labdarúgó.

## Pályafutása

### A válogatottban
1923 májusában meghívták a japán válogatottba az 1923- as oszakai távol-keleti bajnokságra. Ezen a versenyen, május 23-án mutatkozott be a Fülöp-szigetek ellen. Ez a mérkőzés volt a japán csapat első mérkőzése nemzetközi szinten. Másnap a Kínai Köztársaság ellen is játszott. 
A japán válogatottban összesen 2 mérkőzésen szerepelt.

## Statisztika
| Japán válogatott | Japán válogatott | Japán válogatott |
| Időszak          | Mérk.            | gól              |
| ---------------- | ---------------- | ---------------- |
| 1923             | 2                | 0                |
| Összesen         | 2                | 0                |